# Groupe L des éliminatoires de la Coupe d'Afrique des nations de football 2023
Navigation
Groupe K
Le groupe L des éliminatoires de la Coupe d'Afrique des nations de football 2023 est une compétition qualificative pour la phase finale de la Coupe d'Afrique des nations de football 2023, qui se déroule en juin et juillet 2023 en Côte d'Ivoire.

## Tirage au sort
Le tirage au sort a eu lieu le 19 avril 2022 au Caire. Les têtes de série sont désignées via un classement CAF (construit d'après les résultats lors des dernières CAN).
Le tirage au sort désigne les équipes suivantes dans le groupe L. Les quarante-huit équipes sont réparties en douze dans quatre chapeaux :
- Chapeau 1 :  Sénégal (2e du classement CAF)
- Chapeau 2 :  Bénin (17e du classement CAF)
- Chapeau 3 :  Mozambique (30e du classement CAF)
- Chapeau 4 :  Rwanda (40e du classement CAF)

## Classement
- Qualification pour la CAN 2023

| Rang | Équipe     | Pts | J | G | N | P | Bp | Bc | Diff |  | Résultats (▼ dom., ► ext.) |     |     |     |     |
| ---- | ---------- | --- | - | - | - | - | -- | -- | ---- |  | -------------------------- | --- | --- | --- | --- |
| 1    | Sénégal    | 14  | 6 | 4 | 2 | 0 | 12 | 4  | +8   |  | Sénégal                    |     | 5-1 | 3-1 | 1-1 |
| 2    | Mozambique | 10  | 6 | 3 | 1 | 2 | 8  | 9  | -1   |  | Mozambique                 | 0-1 |     | 3-2 | 1-1 |
| 3    | Bénin      | 5   | 6 | 1 | 2 | 3 | 8  | 9  | -1   |  | Bénin                      | 1-1 | 0-1 |     | 1-1 |
| 4    | Rwanda     | 3   | 6 | 0 | 3 | 3 | 3  | 9  | -6   |  | Rwanda                     | 1-1 | 0-2 | 0-3 |     |

## Résultats
| 1re journée             | Mozambique   | 1 - 1   | Rwanda             | FNB Stadium, Johannesbourg        |                                   |
| 2 juin 2022 18:00 UTC+2 | Ratifo 67e   | (0 - 0) | 65e Nishimwe       | Arbitrage : Bamlak Tessema Weyesa | Arbitrage : Bamlak Tessema Weyesa |
| 2 juin 2022 18:00 UTC+2 | Catamo 90+4e | Rapport | 88e Omborenga (en) | Arbitrage : Bamlak Tessema Weyesa | Arbitrage : Bamlak Tessema Weyesa |

| 4 juin 2022 | Sénégal                        | 3 - 1   | Bénin                      | Stade Abdoulaye-Wade, Dakar |                        |
| 19:00 UTC±0 | Mané 12e (pen.) 22e 60e (pen.) | (2 - 0) | 88e Olaitan                | Arbitrage : Alaa Sabry      | Arbitrage : Alaa Sabry |
| 19:00 UTC±0 |                                | Rapport | 6e Doremus · 51e d'Almeida | Arbitrage : Alaa Sabry      | Arbitrage : Alaa Sabry |

| 2e journée              | Rwanda                                       | 0 - 1   | Sénégal           | Stade Abdoulaye-Wade, Dakar           |                                       |
| 7 juin 2022 19:00 UTC±0 |                                              | (0 - 0) | 90+8e (pen.) Mané | Arbitrage : Jean Jacques Ndala Ngambo | Arbitrage : Jean Jacques Ndala Ngambo |
| 7 juin 2022 19:00 UTC±0 | Mutsinzi (en) 30e · Kwizera 66e · Muhire 69e | Rapport | 27e Mendy         | Arbitrage : Jean Jacques Ndala Ngambo | Arbitrage : Jean Jacques Ndala Ngambo |

| 8 juin 2022 | Bénin                                | 0 - 1   | Mozambique                                           | Stade de l’Amitié Général Mathieu Kérékou, Cotonou |                                |
| 20:00 UTC+1 |                                      | (0 - 1) | 38e Catamo                                           | Arbitrage : Joseph Odey Ogabor                     | Arbitrage : Joseph Odey Ogabor |
| 20:00 UTC+1 | Ahlinvi 41e · Doremus 45e · Bawa 55e | Rapport | 3e Dominguês · 21e Mandava · 33e Mexer · 58e Siluane | Arbitrage : Joseph Odey Ogabor                     | Arbitrage : Joseph Odey Ogabor |

| 3e journée               | Bénin                   | 1 - 1   | Rwanda                                    | Stade de l’Amitié Général Mathieu Kérékou, Cotonou |                          |
| 22 mars 2023 18:00 UTC+2 | Mounié 82e              | (0 - 1) | 13e Mugisha                               | Arbitrage : Joshua Bondo                           | Arbitrage : Joshua Bondo |
| 22 mars 2023 18:00 UTC+2 | Mounié 88e · Verdon 88e | Rapport | 2e, 61e Sahabo · 53e Muhire · 75e Mugisha | Arbitrage : Joshua Bondo                           | Arbitrage : Joshua Bondo |

| 24 mars 2023 | Sénégal                                                  | 5 - 1   | Mozambique                                     | Stade Abdoulaye-Wade, Dakar |                           |
| 19:00 UTC±0  | Sabaly 9e · Mané 15e · Ndiaye 32e · Dia 39e · Diallo 88e | (4 - 0) | 48e Vilanculos                                 | Arbitrage : Ibrahim Mutaz   | Arbitrage : Ibrahim Mutaz |
| 19:00 UTC±0  | Sarr 31e · Mané 52e                                      | Rapport | 13e Kambala · 61e Vilanculos (en) · 74e Junior | Arbitrage : Ibrahim Mutaz   | Arbitrage : Ibrahim Mutaz |

| 4e journée               | Mozambique | 0 - 1   | Sénégal | Stade national de Maputo, Maputo |                         |
| 28 mars 2023 18:00 UTC+2 |            | (0 - 1) | 18e Dia | Arbitrage : Jalal Jayed          | Arbitrage : Jalal Jayed |
| 28 mars 2023 18:00 UTC+2 | Rapport    |         |         | Arbitrage : Jalal Jayed          | Arbitrage : Jalal Jayed |

| 29 mars 2023 | Rwanda                                                         | 0 - 3 tapis vert | Bénin                    | Kigali Pelé Stadium, Kigali  |                              |
| 15:00 UTC+2  | Manzi 71e                                                      | (0 - 0)          | 57e Dossou               | Arbitrage : Abdulkadir Artan | Arbitrage : Abdulkadir Artan |
| 15:00 UTC+2  | Rubanguka (en) 19e · Rafael (en) 25e · Manzi 46e · Iraguha 49e | Rapport          | 79e Adenon · 83e Olaitan | Arbitrage : Abdulkadir Artan | Arbitrage : Abdulkadir Artan |

| 5e journée               | Bénin                    | 1 - 1   | Sénégal  | Stade l'Amitié, Cotonou               |                                       |
| 17 juin 2023 20:00 UTC+1 | Moumini 78e              | (0 - 1) | 43e Seck | Arbitrage : Jean Jacques Ndala Ngambo | Arbitrage : Jean Jacques Ndala Ngambo |
| 17 juin 2023 20:00 UTC+1 | 30e Moumini · 38e Adenon | Rapport | Ciss 24e | Arbitrage : Jean Jacques Ndala Ngambo | Arbitrage : Jean Jacques Ndala Ngambo |

| 18 juin 2023 | Rwanda | 0 - 2   | Mozambique                                | Stade Huye, Butare           |                              |
| 15:00 UTC+2  |        | (0 - 1) | 43e Catamo · 90+4e Bauque                 | Arbitrage : Mustapha Ghorbal | Arbitrage : Mustapha Ghorbal |
| 15:00 UTC+2  |        | Rapport | 45+2e Momade · 79e Urrubal · 89e Zacarias | Arbitrage : Mustapha Ghorbal | Arbitrage : Mustapha Ghorbal |

| 6e journée                   | Mozambique                          | 3 - 2   | Bénin                   | Stade national de Maputo, Maputo |                          |
| 9 septembre 2023 15:00 UTC+2 | Witi 27e · Guima 31e · Bauque 90+5e | (2 - 1) | 20e Mounié · 50e Dossou | Arbitrage : Mohamed Adel         | Arbitrage : Mohamed Adel |
| 9 septembre 2023 15:00 UTC+2 | Rapport                             |         |                         | Arbitrage : Mohamed Adel         | Arbitrage : Mohamed Adel |

| 9 septembre 2023 | Sénégal    | 1 - 1   | Rwanda          | Stade Huye, Butare         |                            |
| 21:00 UTC+2      | Camara 66e | (0 - 0) | 90+6e Niyonzima | Arbitrage : Haythem Guirat | Arbitrage : Haythem Guirat |
| 21:00 UTC+2      | Rapport    |         |                 | Arbitrage : Haythem Guirat | Arbitrage : Haythem Guirat |

## Statistiques

### Meilleurs buteurs
5 buts      
- Sadio Mané

2 buts   
- Boulaye Dia
- Geny Catamo
- Clésio Bauque
- Steve Mounié
- Jodel Dossou

1 but  
| - Abdoul Rachid Moumini - Junior Olaitan - Stanley Ratifo - Gildo Vilanculos - Guima - Witi - Thierry Manzi - Gilbert Mugisha | - Blaise Nishimwe - Olivier Niyonzima - Habib Diallo - Mamadou Lamine Camara - Iliman Ndiaye - Youssouf Sabaly - Abdoulaye Seck |